# Bahamas aux Jeux olympiques d'été de 1972
Les Bahamas participent aux Jeux olympiques d'été de 1972 à Munich.

## Délégation
Les Bahamas sont représentés par vingt sportifs dont dix-neuf hommes et une femme engagés dans quatre sports: l'athlétisme, la boxe, le cyclisme et la voile.